# Markt van Helsinki
De Markt van Helsinki (Fins: Kauppatori, Zweeds: Salutorget) is het belangrijkste marktplein in de Finse hoofdstad Helsinki, waar het zich bevindt in de wijk Kaartinkaupunki. Het plein grenst in het zuiden aan de Finse Golf en in het westen aan het stadspark Esplanadi. Ten noorden van het plein zijn enkele relevante gebouwen zoals het Presidentieel Paleis, het hooggerechtshof, de ambassade van Zweden en het Stadhuis. De straten tussen deze gebouwen verbinden het marktplein met het Senaatplein. Op het plein bevindt zich de Havis Amanda-fontein uit 1909 en een granieten, Russisch monument uit 1835. Vanaf de markt is een bootverbinding van de SLL naar  Suomenlinna. Ook is er een bootverbinding naar Korkeasaari. Het is een van de meest bezochte attracties in stad.

## Galerie

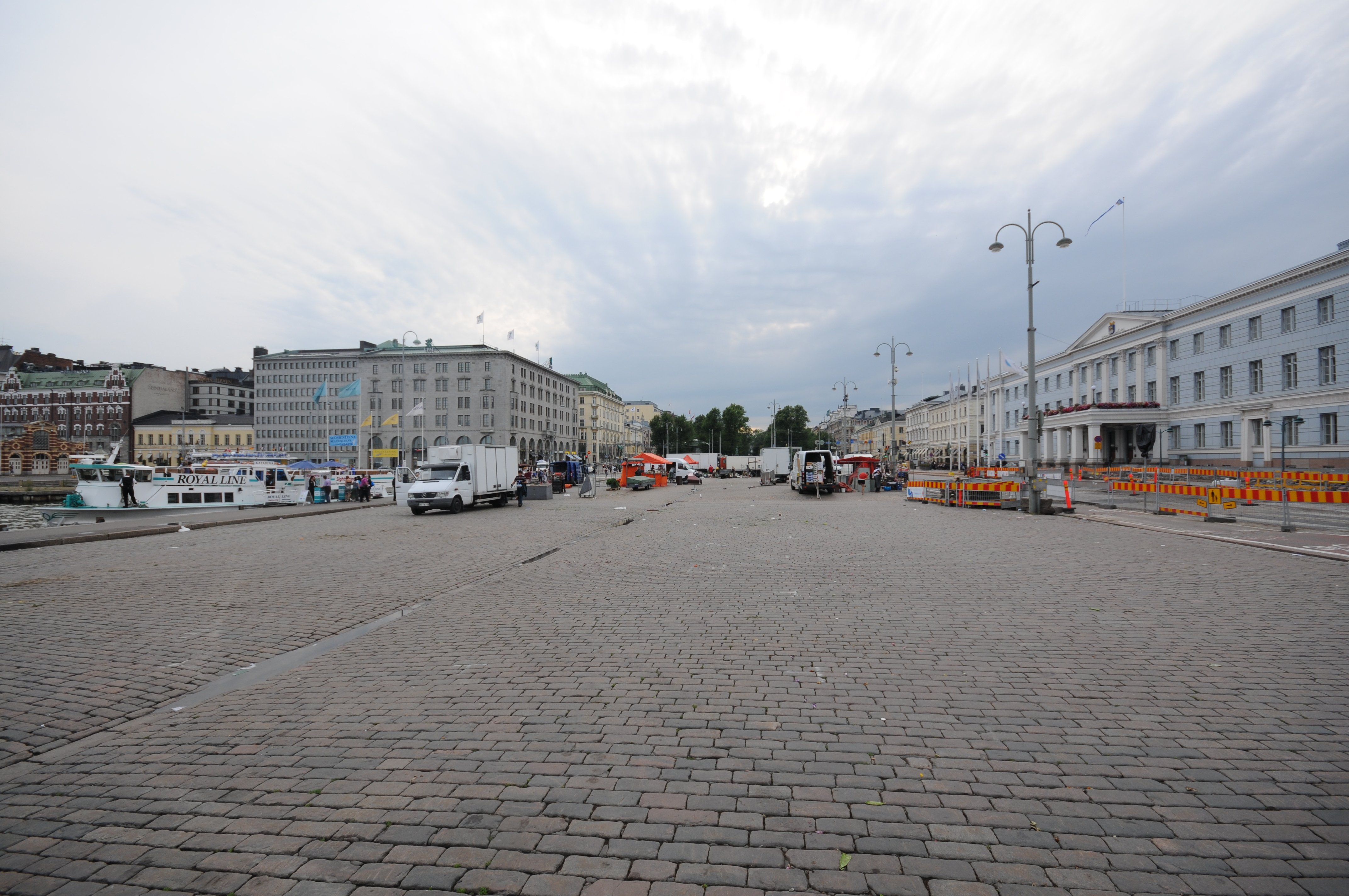
De Markt
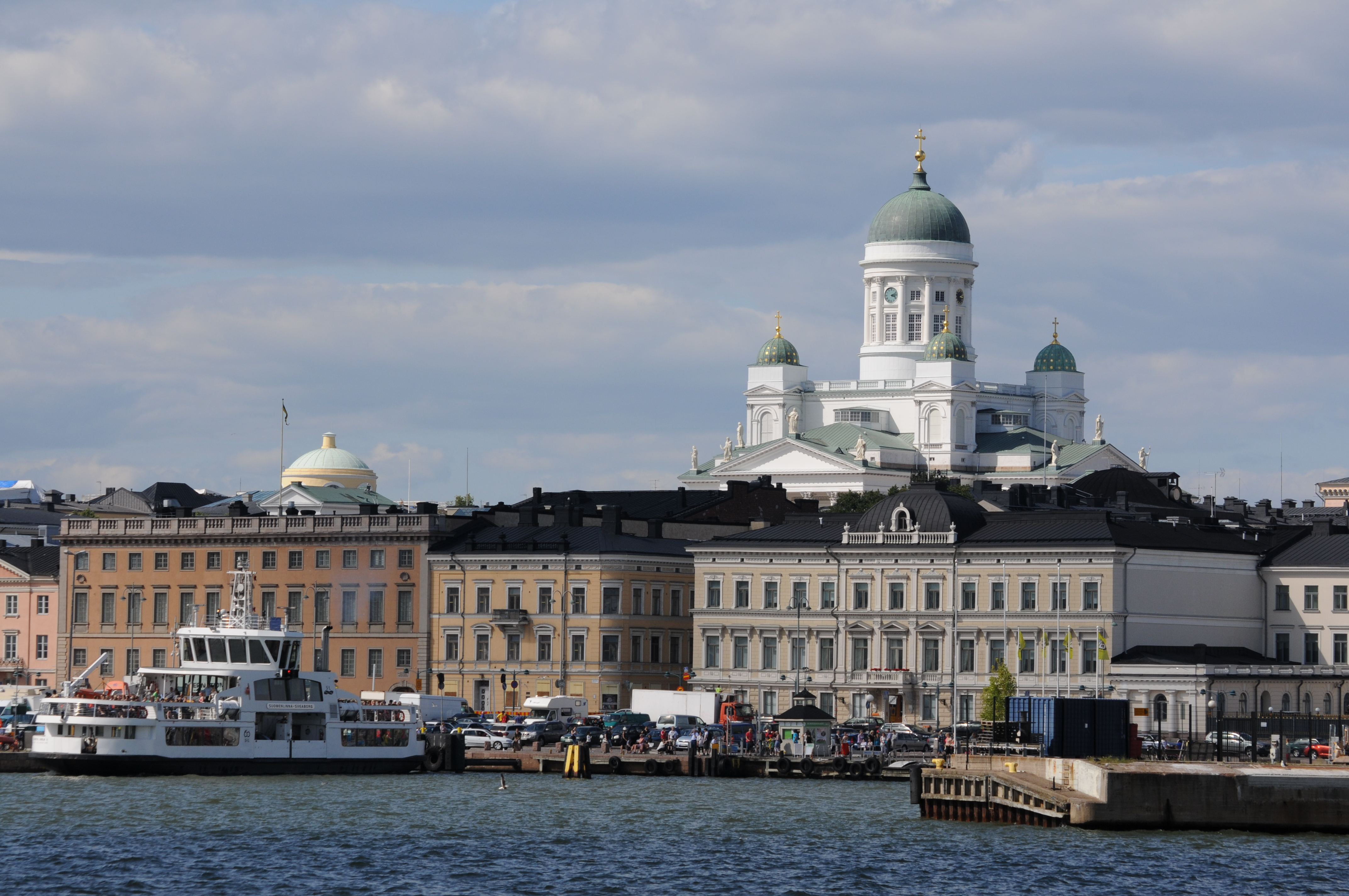
Markt vanaf de Oostzee
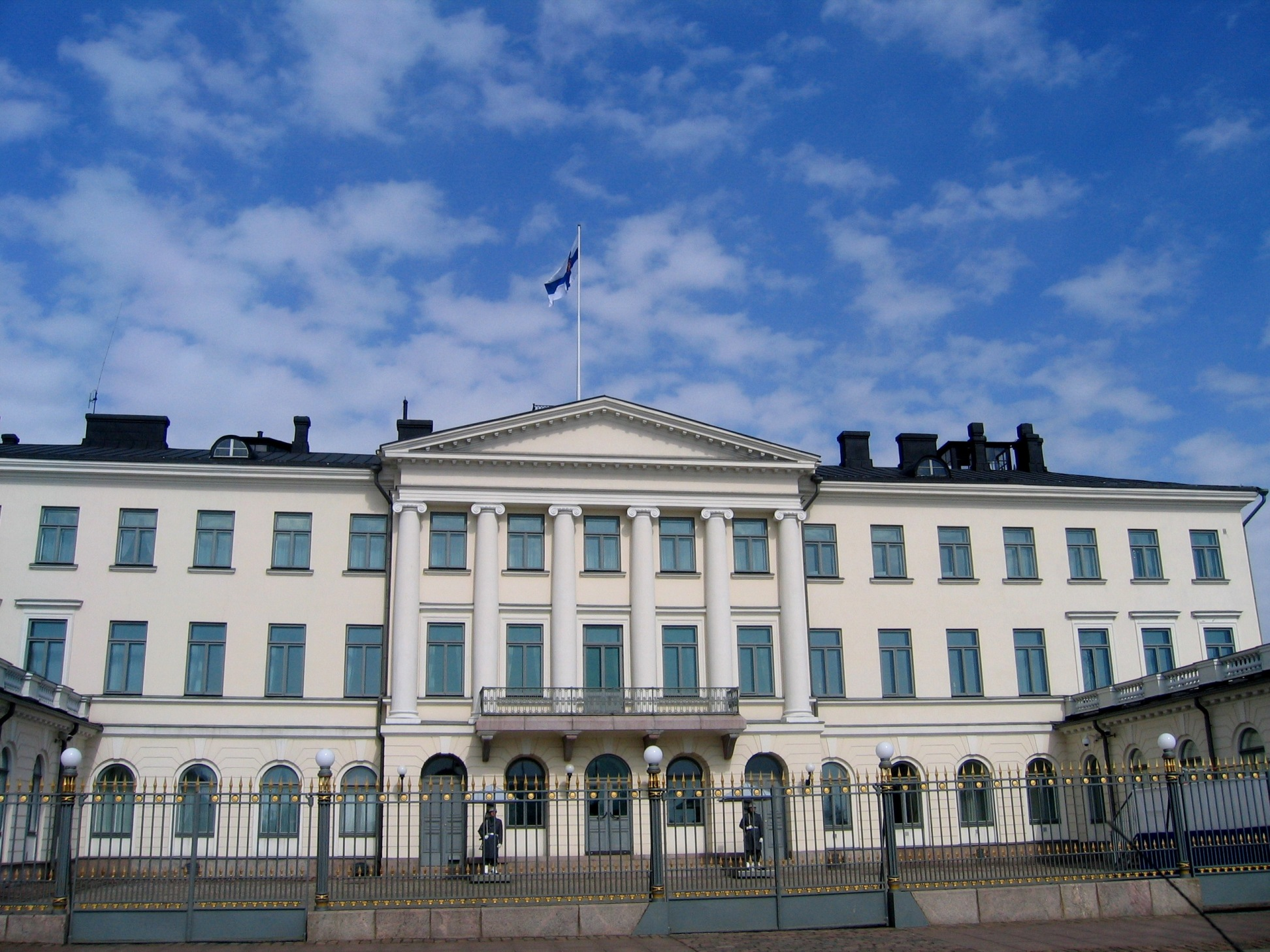
Presidentieel Paleis
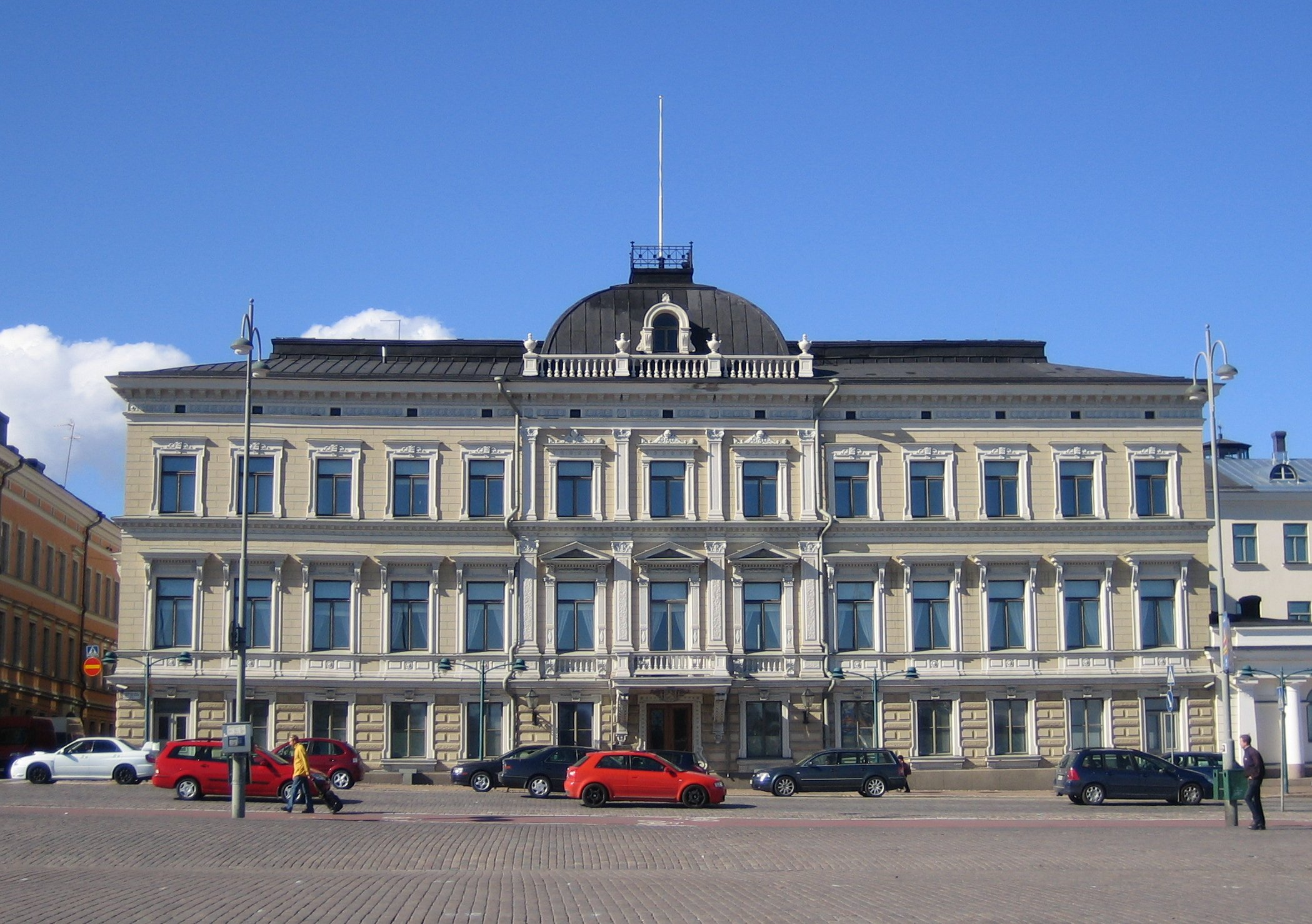
Hooggerechtshof
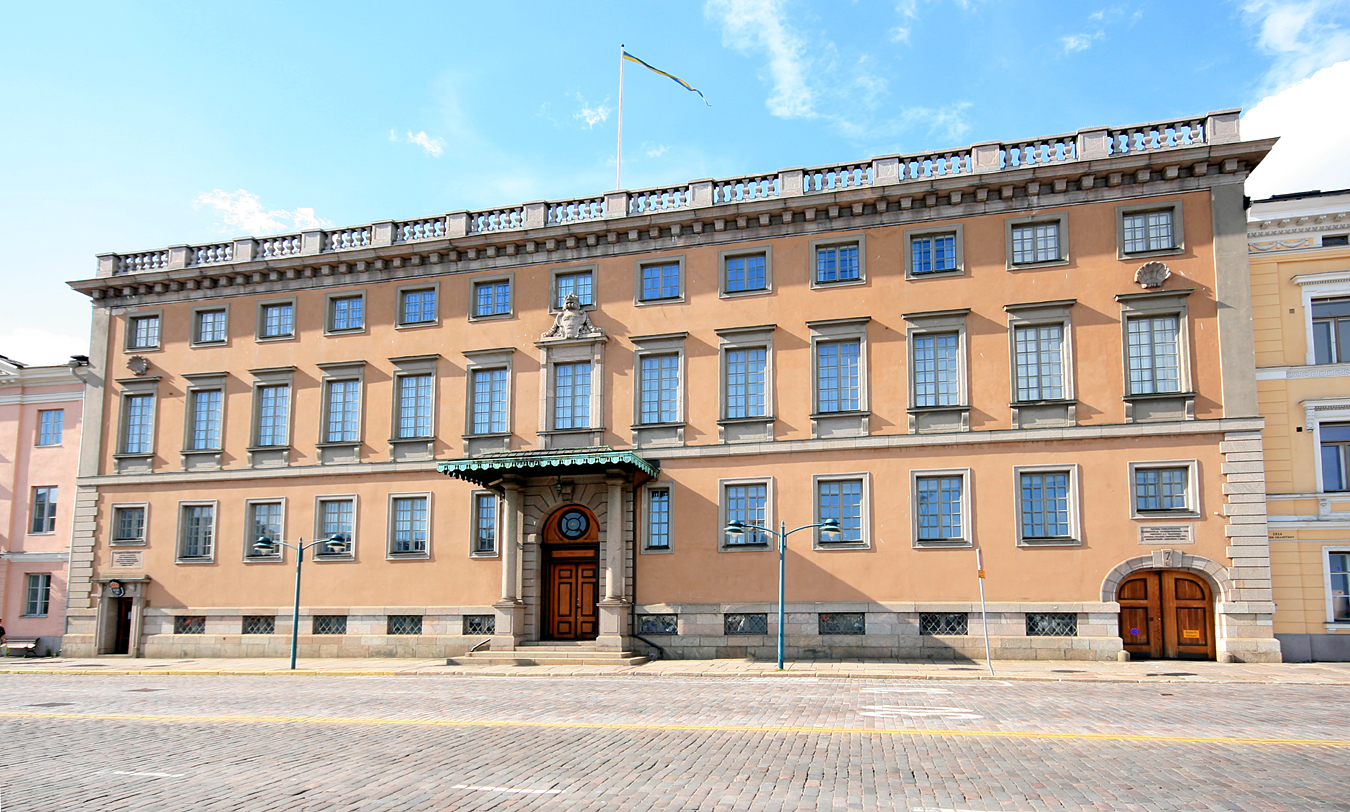
Zweedse Ambassade
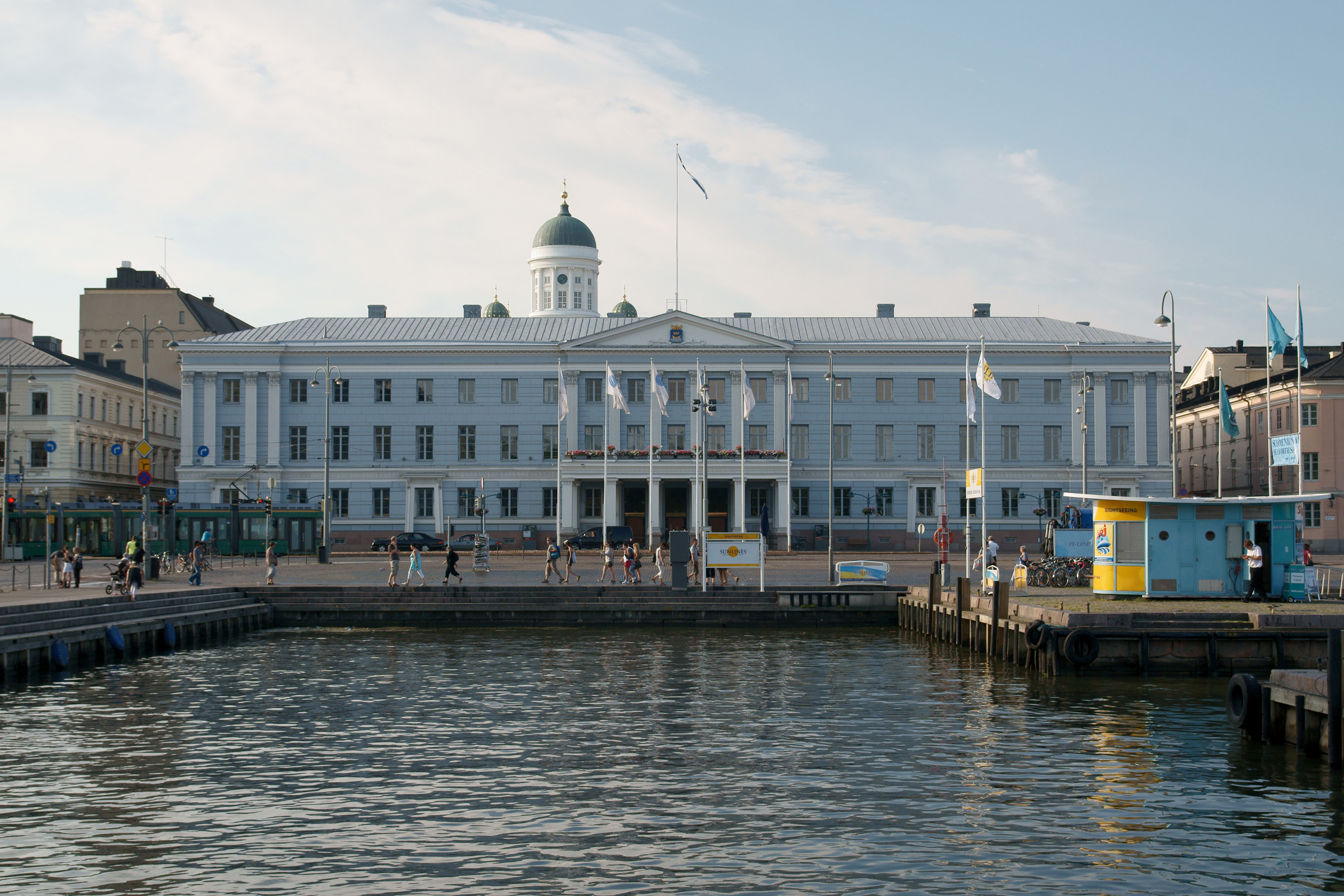
Stadhuis
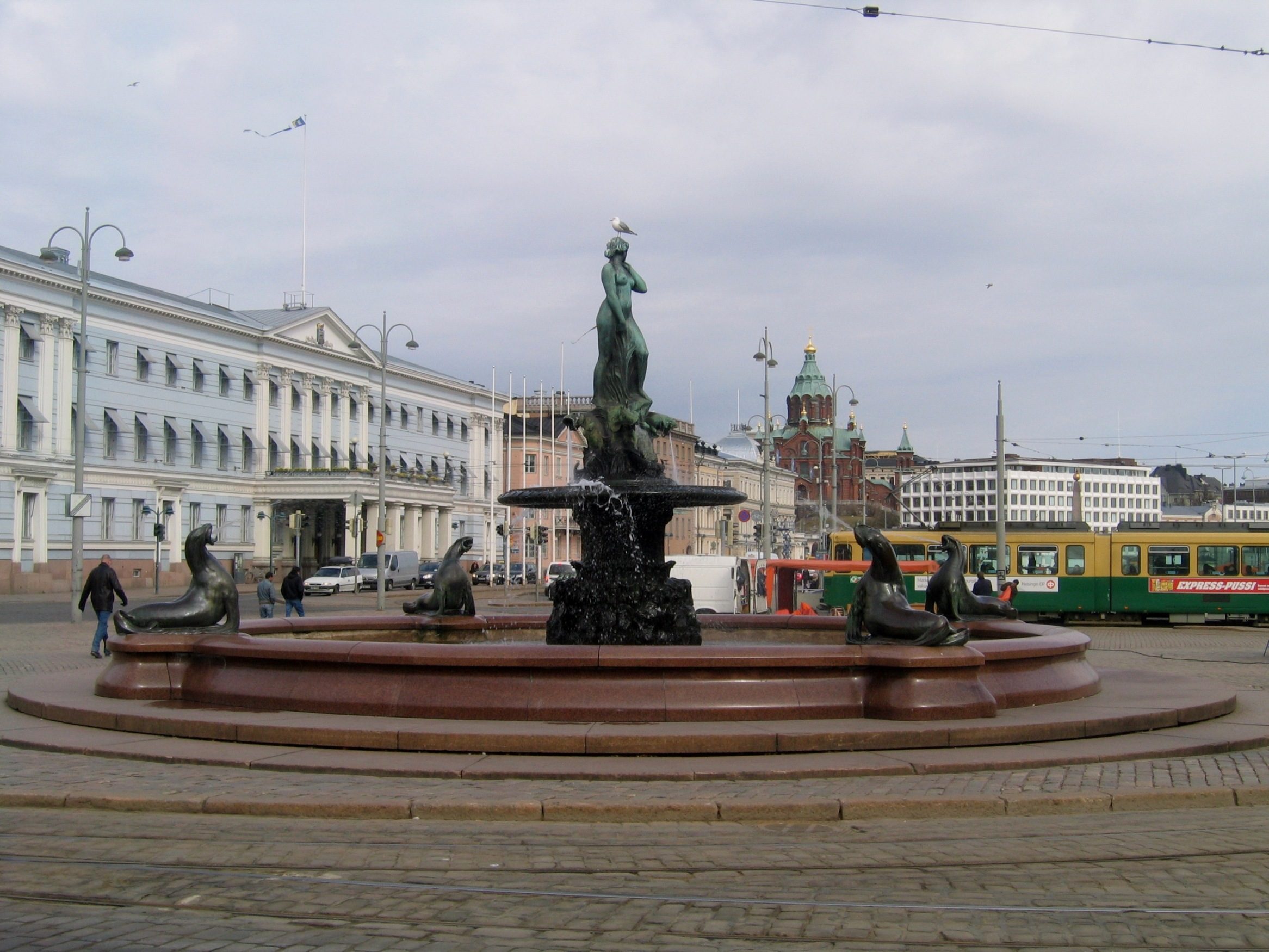
Havis Amanda
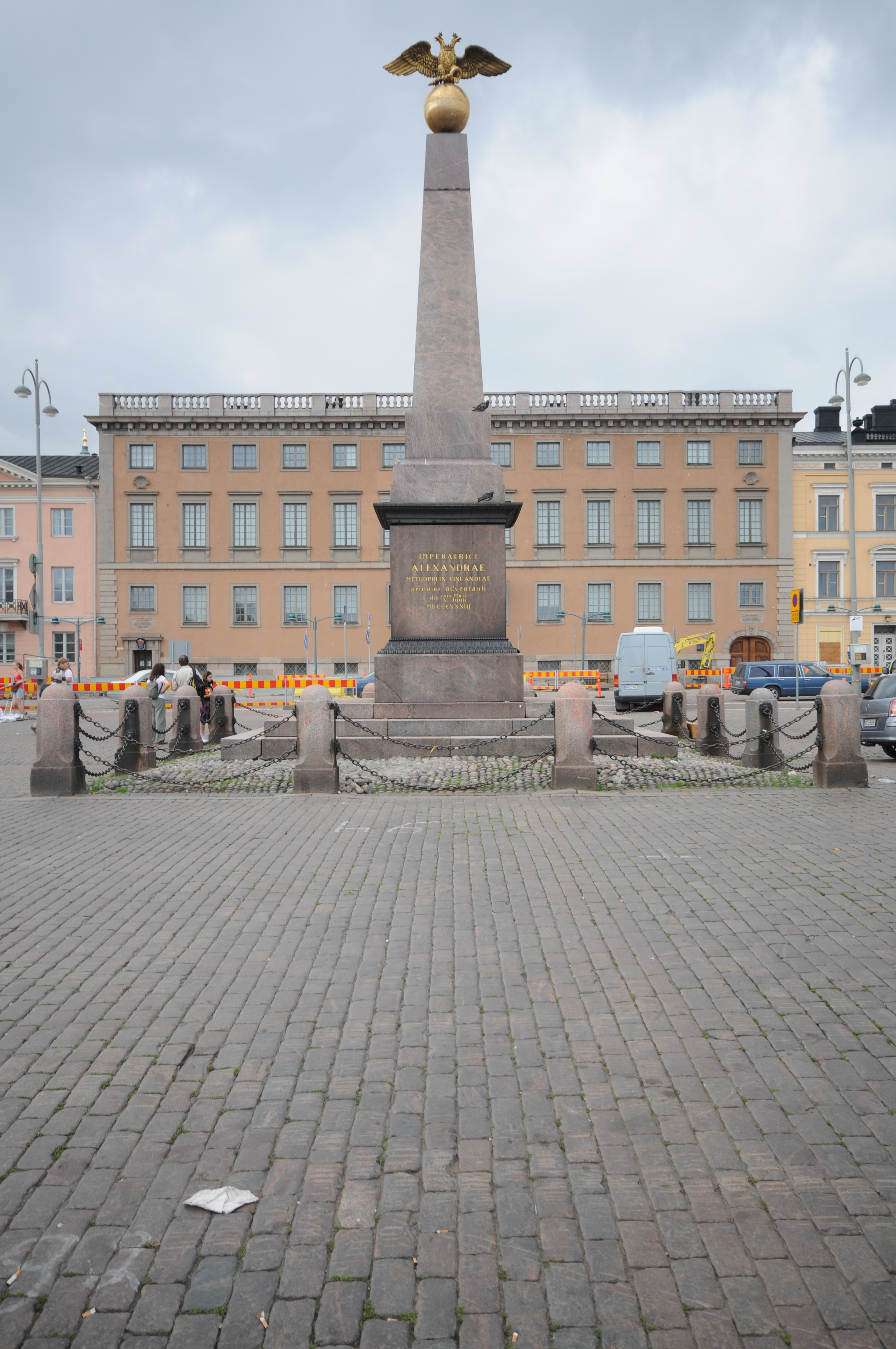
Russisch Monument